# Olives (Pontevedra)
Olives es una parroquia del este del municipio de La Estrada.
Limita con las parroquias de Pardemarín, Lamas, Curantes y con los municipios de Silleda y Forcarey. 
En 1842 tenía una población de hecho de 170 personas. En los veinte años que van de 1986 a 2006 la población pasó de 252 a 196 personas, lo cual significó una pérdida del 22,22%.
- Datos: Q3397471